# Cullompton
Cullompton – miasto w Wielkiej Brytanii, w Anglii w hrabstwie Devon, nad rzeką Culm, przy autostradzie M 5. 

## Historia
Nazwa pochodzi najprawdopodobniej od przepływającej przez miasto rzeki; w dokumentach istnieje ponad 40 sposobów zapisu nazwy miejscowości. Zdjęcia lotnicze wykryły obecność obozów i fortów rzymskich w pobliżu miasta. W średniowieczu i czasach nowożytnych ośrodek produkcji wełny. Obecny rozwój miasto zawdzięcza zbudowanej w latach siedemdziesiątych autostradzie M 5.